# Kostki (Mazovie)
Pour les articles homonymes, voir Kostki.
Kostki  [ˈkɔstki] est un village polonais de la gmina de Sokołów Podlaski dans le powiat de Sokołów et dans la voïvodie de Mazovie, au centre-est de la Pologne.
Il est situé à environ 10 kilomètres au nord-ouest de Sokołów Podlaski et à 86 kilomètres à l'est de Varsovie.